# Pszeniec gajowy
Pszeniec gajowy (Melampyrum nemorosum L.) – gatunek rośliny z rodziny zarazowatych (Orobanchaceae). Występuje w środkowej i wschodniej Europie oraz na zachodniej Syberii. W Polsce jest gatunkiem pospolitym na całym niżu i w niższych położeniach górskich. Jest półpasożytem, za pomocą ssawek pobiera od innych roślin wodę i sole mineralne.

## Morfologia

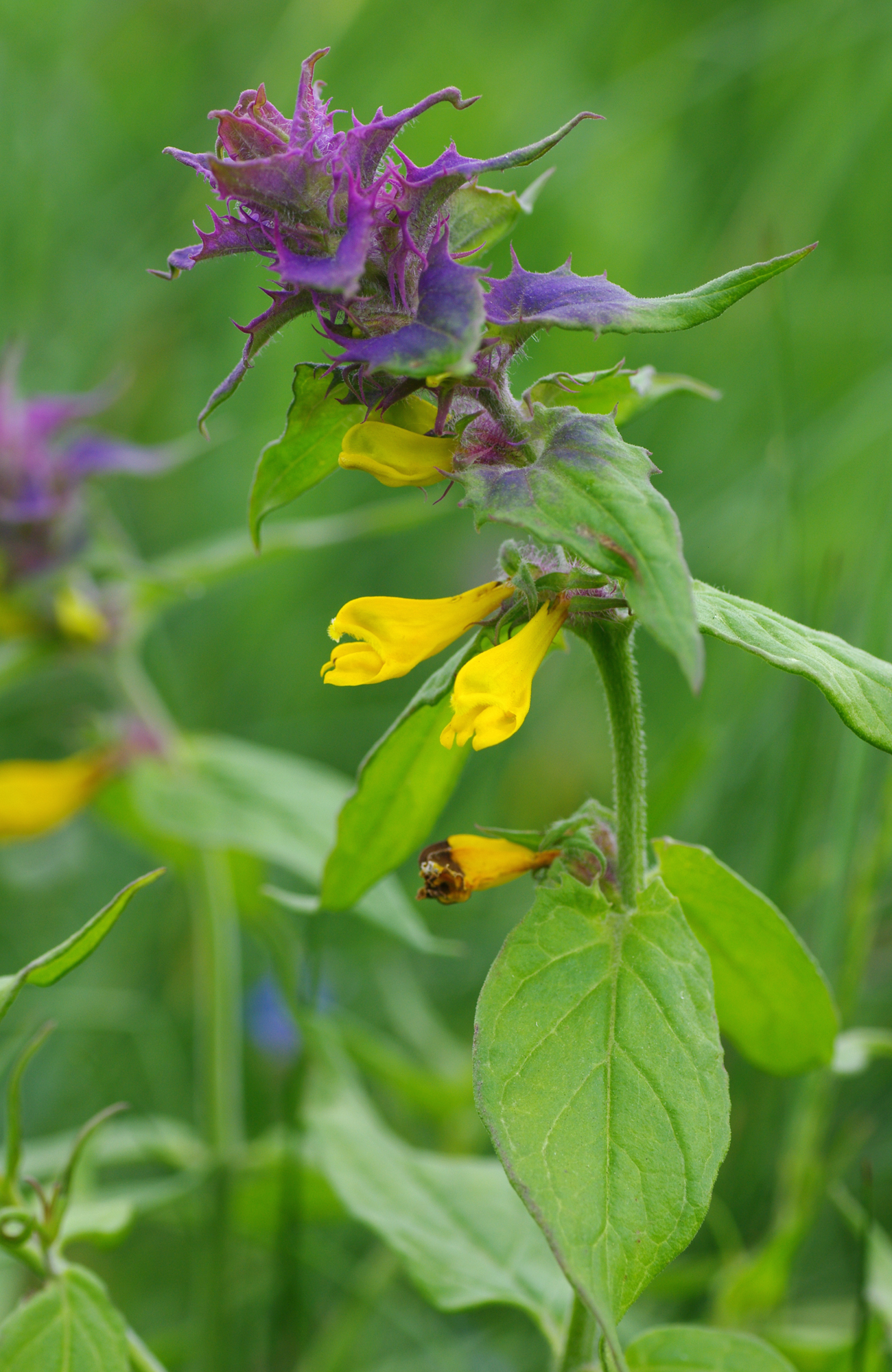
Kwiatostan

ŁodygaWzniesiona, o wysokości 15–70 cm. W dolnej części jest dwurzędowo, naprzemiennie owłosiona.
LiścieUlistnienie nakrzyżległe, liście jajowatego kształtu, krótkoogonkowe, ostro zakończone. Przysadki o oszczepowato-sercowatych nasadach, całobrzegie, lub o brzegach szczeciniasto-ząbkowanych. Charakterystyczną cechą jest często spotykane fioletowe wybarwienie górnych przysadek, czasami przysadki są białe. Ogonki liściowe pokryte krótkimi i długimi włoskami.
KwiatyGrzbieciste, dwuwargowe kwiaty wyrastają pojedynczo w kątach przysadek, tworząc luźne i jednostronne grono. Złocistożółta korona z pomarańczowym wybarwieniem na szczycie ma długość 1,5–2 cm. Czerwonobrunatna rurka korony jest gęsto owłosiona włoskami o długości ponad 0,5 mm. Gardziel korony jest zamknięta. Kielich krótszy od korony z lancetowatymi, ostro zakończonymi ząbkami.
OwocJajowata torebka.

## Biologia i ekologia
Roślina jednoroczna. Kwitnie od lipca do września, kwiaty zapylane są przez owady o długim aparacie gębowym. Nasiona roznoszone są przez mrówki (myrmekochoria). Siedlisko: liściaste lasy i zarośla. W klasyfikacji zbiorowisk roślinnych gatunek charakterystyczny dla Ass. Trifolio-Melampyretum nemorosi. Roślina trująca: Ziele zawiera aukubinę.

## Zmienność
Gatunek jest zmienny morfologicznie. Tworzy również formy przejściowe do pszeńca polskiego, szczególnie na wschodzie Polski.
Wyróżniane są podgatunki: 
- Melampyrum nemorosum subsp. nemorosum
- Melampyrum nemorosum subsp. catalaunicum (Freyn) Beauverd
- Melampyrum nemorosum subsp. debreceniense (Soó ex Rapaics) Soó